# Francesca De Sapio
Francesca De Sapio, née le 16 août 1945 à Rome (Italie), est une actrice italienne.

## Biographie
Après avoir terminé ses études en 1965, Francesca De Sapio déménage aux États-Unis où elle devient membre de l'Actor's Studio en 1969.
Elle commence sa carrière au cinéma et travaille notamment avec Al Pacino et Arthur Penn.
En 1985, elle fonde le Duse Studio avec Giuseppe Perruccio.

## Filmographie partielle

### Au cinéma
- 1972 : Portnoy et son complexe (en) (Portnoy's Complaint) d'Ernest Lehman : Lina
- 1974 : Le Parrain 2 (The Godfather: Part II) : Mama Corleone, jeune
- 1975 : That's the Way of the World : Amanda
- 1978 : Rêve de singe (Ciao maschio) de Marco Ferreri
- 1979 : Pipicacadodo (Chiedo asilo) de Marco Ferreri : Chiara
- 1979 : Amo non amo : Francesca
- 1980 : L'altra donna : Olga
- 1980 : Masoch : Wanda (Aurora Rumelin)
- 1981 : Matlosa : Adele
- 1984 : Desiderio : Stella - la madre di Lucia
- 1986 : Witchfire : Hattie
- 1989 : Les Eaux printanières (Acque di primavera) de Jerzy Skolimowski : Mrs. Rosselli
- 1989 : Blood Red : Rosa Collogero
- 1993 : Années d'enfance (Jona che visse nella balena) de Roberto Faenza
- 1997 : The Eighteenth Angel : Gabriella
- 1998 : Bambina in metro B
- 2003 : Il fuggiasco : Massimo's Mother
- 2005 : Sandra Kristoff : Sandra Kristoff
- 2006 : L'inchiesta : Rebecca
- 2008 : Le cose in te nascoste : L'urlatrice
- 2009 : Tetro : Amalia